# 봉천군
봉천군(峯泉郡)은 조선민주주의인민공화국 황해남도의 동부에 위치한 군이다. 예전의 이름은 평천군(平川郡)이다.

## 지리
황해남도 동남부의 내륙에 있다. 남쪽으로 배천군·연안군, 서쪽으로 청단군, 북쪽으로 황해북도 린산군·평산군, 동쪽으로 례성강 사이에 두고 황해북도 금천군과 인접한다.

## 역사
일제강점기까지는 금천군과 평산군의 영역이었다. 한반도 분단 이후 평산군 적암면과 금천군 산외면·서북면은 북측의 연백군에 편입되었다. 1952년의 북한의 지방 행정 구역 재편에 의해 평산군의 세곡면·용산면·고지면·마산면과 연백군의 적암면·산외면·서북면이 분할되어 평천군이 편성되었다. 천은 금천군의 천자가 아니라 적암면에 있는 온천에서 따왔다. 1990년에 봉천군으로 개칭했다.

## 행정 구역
1읍 22리로 구성된다.
- 봉천읍 (峯泉邑)
- 행정리 (杏亭里)
- 한정리 (寒井里)
- 신답리 (新畓里)
- 신명리 (新明里)
- 황룡리 (黃龍里)
- 대아리 (大雅里)
- 연홍리 (鳶鴻里)
- 룡촌리 (龍村里)
- 송정리 (松亭里)
- 봉암리 (鳳岩里)
- 대룡리 (大龍里)
- 군동리 (群洞里)
- 루천리 (漏川里)
- 죽동리 (竹洞里)
- 응촌리 (鷹村里)
- 주답리 (注畓里)
- 성기리 (聖基里)
- 한촌리 (漢村里)
- 가동리 (稼洞里)
- 화촌리 (花村里)
- 석사리 (石沙里)
- 광암리 (廣岩里)